# Сливенска планина
Сливенска планина е планина, дял от Източна Стара планина, в Област Сливен, северно от Сливенското поле.
Сливенска планина се издига в западната част на Източна Стара планина с дължина около 25 km и ширина до 20 km на запад и 5 km на изток. На запад прохода Вратник (1050 m) и долината на Бяла река (ляв приток на Тунджа) я отделят от Елено-Твърдишката планина на Средна Стара планина, а на север долината на река Луда Камчия – от Котленска планина. На изток и югоизток Сливенският проход и долината на Сотирска река (ляв приток на Тунджа) я отделят от Стидовска планина и планината Гребенец, части от Източна Стара планина. На юг със стръмни и скалисти склонове се спуска към ниското и равно Сливенското поле.
От долината на Асеновска река (ляв приток на Тунджа) планината се дели на две части: североизточна и югозападна. Североизточната част е по-висока, с по-остри форми и по-импозантна, като тук се издига най-високият връх на планината Българка (1181 m), който е и най-високата точка на цяла Източна Стара планина. Югозападната част е по-ниска и с по-закръглени форми – най-висока точка Йорданов връх (1072,7 m).
Изградена е от пермско-триаски кварцопорфити, триаски и горнокредни варовици, пясъчници и мергели и еоценски флашки седименти. Множество карстови форми – пещери (Хайдушката пещера, Змееви дупки, Мочурите, Орлови дупки и др.), пропасти, сипеи и срутища. Почвите са канелени и кафяви горски. Северните ѝ стръмни склонове към долината на река Луда Камчия са обрасли с гори от бук и дъб, а южните са скалисти, на места отвесни, оголени и силно ерозирани. Тези склонове са известни като Сините скали.
По южното подножие на планината са разположени град Сливен и селата Сотиря, Чинтулово, Малко Чочовени, Гавраилово и Селиминово, а във вътрешността ѝ – Голямо Чочовени и Въглен.
Източната, висока част на планината попада в природния резерват „Сините камъни“. Тук се намират летовищата „Карандила“ и „Даулите“. В средата на планината, на Асеновска река е изграден големият язовир „Асеновец“, който снабдява с питейна вода град Сливен и множество села в района, а част от водите му се използват за производство на електроенергия и напояване.
По източната и западната граница на планината преминават участъци от два пътя от Държавната пътна мрежа:
- През средата на планината, от прохода Вратник до град Сливен, на протежение от 27,9 km – участък от второкласен път № 53 Поликраище – Елена – Сливен – Ямбол – Средец;
- По източната ѝ граница, през Сливенския проход от село Ичера до Сливен, на протежение от 27,6 km – участък от третокласен път № 488 Градец – Ичера – Сливен.[1]

По цялото южно подножие на планината преминава и участък от трасето на Подбалканската жп линия София – Карлово – Бургас.

## Топографска карта
- Лист от карта K-35-41. Мащаб: 1 : 100 000.
- Лист от карта K-35-53. Мащаб: 1 : 100 000.